# Rozières-sur-Crise
 Rozières-sur-Crise  là một xã ở tỉnh Aisne, vùng Hauts-de-France thuộc miền bắc nước Pháp.